# Environmentální etika
Environmentální etika či ekologická etika je disciplína etiky, která se zabývá vztahem jedince k životnímu prostředí. Zabývá se zejména dvěma základními otázkami:
- Proč došlo ve vztahu „člověk – životní prostředí“ k selhání?
- Jak by se měl tento vztah změnit?

Ekologická etika jako pokračování tradiční etiky opakuje její problémy a úskalí. Zároveň se dotýká základních lidských otázek – sváru soucitu a rozumu, svobody a řádu či oprávněnosti násilí.

## Směry
Většina směrů environmentální etiky konstatuje, že někdy v historii se lidé dostali na křižovatku, na které se vydali špatným směrem. Touto křižovatkou se někdy rozumí tzv. odtržení od přirozeného světa nebo procesu, od kterého člověk přestal žít v souladu se svým prostředím a dostal se s ním do rozporu.
Umístění této křižovatky je různé: nejradikálnější autoři vidí chybu vůbec v lidské podstatě a lidé jsou pro ně „rakovinový nádor planety“, jiní vidí chybu v počátku civilizace a zálibně se dívají po životním stylu přírodních národů. Pro ekofeministky je příčinou krize nástup patriarchátu, pro hinduisty židovsko-křesťanská civilizace, pro katolíky renesance a reformace, pro protestanty osvícenství, pro další průmyslová revoluce.
Nejčastěji je jako jeden z viníků uváděn karteziánský pohled na svět, vycházející z názorů francouzského myslitele René Descarta. Pro něj totiž hodnotu měli jen myslící tvorové, tj. lidé. Zvířata byly pro něj bezduché automaty – „Tlučeme-li psa a ten pes křičí, nesmíme si myslet, že by ho to bolelo, ale je to jako když udeříme na klávesu varhan a ta vydá příslušný tón.“ Descartovi kritici tvrdí, že právě tyto myšlenky přispěly k tomu, že v Evropě zvítězil panský pohled na svět jako na skladiště surovin, které je možné neomezeně a bez jakýchkoliv etických zábran drancovat.
Erich Fromm a Rupert Sheldrake poukazují na odkouzlení světa, ke kterému podle něj došlo s reformací. Spolu s kultem Panny Marie a svatých totiž reformace odstranila z křesťanství jeho ženskou, soucitnou část, jejíž kořeny bylo možno vystopovat až k velkým neolitickým náboženstvím Bohyně. Kalvinismus navíc nesmírně zhodnotil práci a vydělávání peněz, jako zvulgarizovaný indikátor Boží milosti.
Lynn White Jr. v 70. letech inicioval diskuse o kořenech environmentální krize v křesťansko-judaistické kultuře. Poukazoval zejména na antropocentrický ráz Bible a výzvy k zaujetí panského postoje k přírodě, které se ozývají v Genesis.
Ekofeminismus nalézá příčiny panského postoje v dominančním zaměření civilizace. Původní gylanický model (tj. partnerský, bez dominance), který se jako poslední udržel na Krétě, byl v důsledku vpádu patriarchálních nomádů vystřídán dominantní – agresivní a výbojnou společností. Došlo tím k narušení původní rovnováhy a počátku současného nerovnovážného stavu.
Pro jiné autory představuje problém samotná genetická výbava člověka. Rakouský etolog Konrad Lorenz mluví o přežívajících děděných vzorcích chování, které byly výhodné v paleolitu, ale kontraproduktivní v dnešní době. Josef Šmajs upozorňuje na rozpor mezi kulturní a přírodní informací, která vzniká na úrovni vnímání – ale nakonec i interpretace skutečnosti.
Pro jiné autory hledání dějinných křižovatek není tak důležité. Na lidský vývoj se nemusíme dívat jako na cestu, která se kdesi odchýlila špatným směrem, ale jako na nedokončený vývoj, stále provázený dětskými chybami.
Aldo Leopold v eseji Etika Země vysvětluje proces postupného rozšiřování množiny bytostí, na které vztahujeme etické ohledy (v podstatě po tisíciletí pořád stejné) – když se v Homérově Odyssei vrátí hrdina domů, povraždí Pénelopiny nápadníky a oběsí otrokyně, které jim sloužily. Dnes nám takové jednání připadá nelidské. Po mnoha bouřích 19. a 20. století cítíme, že všichni lidé jsou bytostmi hodnými úcty, hodnými toho, abychom na ně vztáhli základní etické imperativy: nezabiješ, nepokradeš... Nyní stojíme před dalším krokem: přiznat toto právo i jiným živým bytostem. Zákony, zakazující týrání zvířat, či rozhodnutí novozélandského parlamentu přiznat jistá práva primátům, jsou milníky na této cestě.

## Základní postoje
Život je konfliktní záležitost, zájmy jedněch bytostí stojí proti zájmům bytostí jiných. Pro zvažování etických dilemat je třeba ujasnit si výchozí bod, zdroj hodnot, ke kterému se budeme vztahovat.
Pro člověka by mělo být přirozené chápat ochranu prostředí jako svůj přirozený dlouhodobý zájem a odpovědnost vůči příštím generacím, současně by si měl uvědomovat, že prostředí není možné chránit bez respektování požadavků na integritu ekosystémů. Etika, která by ale pro celek odhlížela od jednotlivců a nebyla schopna cítit jejich radost, utrpení, a také svoji souvztažnost s nimi, by nemohla být skutečně etickou. Konečně, pocit kontaktu s vyšším řádem, který posvěcuje profánní realitu a pomáhá člověku nalézt svoje místo, je jednou z důležitých a podvědomě cítěných lidských potřeb.
V současné ekologické etice je možné rozlišit čtyři základní postoje:

### Antropocentrický
Antropocentrický postoj považuje za zdroj hodnot člověka a jeho zájmy. Východiskem pro hodnocení všeho ostatního je tedy člověk a jakékoliv hodnoty vznikají na základě lidských potřeb. Ve své pokleslé variantě je odůvodněním panského postoje ke světu. V environmentálně uvědomělé variantě ale mluví o zájmech budoucích generací, o dlouhodobém zájmu člověka o neponičené životní prostředí. Lidé přece mají právo žít ve zdravém prostředí, které tvoří příroda. Příroda má člověku sloužit a dle tohoto přístupu bychom se měli chovat tak, aby nám mohla sloužit i nadále, v příštích generacích. Pokud už přírodu nějak chráníme, tak je to kvůli nám samotným, aby nám mohla nadále poskytovat zdroje. Dobré je to, co je a bude dobré pro lidstvo.
Ve své extrémní formě má však tato etika podobu „arogantního antropocentrismu“ který nejen že bere za nejvyšší hodnotu člověka a jeho dobro, ale při svém chování nebere ohledy ani na další generace. Tento přístup prosazuje využívání všech přírodních zdrojů, neboť „všechny jsou tu kvůli nám a máme na ně právo“. Na příkladu klimatických změn se antropocentrický přístup projevuje tím, že veškeré důsledky klimatické změny posuzujeme z hlediska toho, jak to bude výhodné pro nás jako lidstvo. Sledujeme možné ekonomické a společenské důsledky změn klimatu a na základě nich se pak rozhodujeme, jak se zachováme.
Tento princip vládne lidstvu od samého počátku a klíčovou roli hraje v našem rozhodování dodnes, přestože si to sami příliš nepřipouštíme. Antropocentrická etika je základem obecně akceptované environmentální politiky, konceptu trvale udržitelného rozvoje.

### Teocentrický
Teocentrický postoj chápe jako zdroj všech hodnot Boha. Vše, co vytvořil člověk je přirozeným důsledkem vůle Boží a v tomto důsledku má člověk činit – s vůlí Boží. Tento postoj se však dotýká problematiky definice vůle Boží, taktéž otázky víry v Boha. Mělo by však jít o přirozený řád, o nevyhnutelnost, vsugerovanou lidskou akceptovatelnost s přirozenými regulemi. Je sdílen křesťany, judaisty a muslimy. Přesto má být Boží vůle produkt lidské fantazie. Může vést k jistému fatalismu a ignorace environmentálních otázek, ale také ke konceptu správcovství, postoje odpovědnosti za svět vůči jeho stvořiteli.

### Biocentrický
Biocentrismus vychází z úcty k životu. Podle té mají všechny organismy stejné právo na život, a život je největší hodnotou světa, kterou je třeba chránit.
Život každého organismu je nejcennější a je nadřazeno nad vším ostatním. Dobré je to, co je dobré pro zachování co největšího množství organismů – zde se však postoje přou, neboť primárně se snažíme zachránit vymírání např. ledních medvědů a mnoho jiných druhů zvířat či zvířat, hynoucích rukou pytláků, bez ohledu na to, kolik to bude stát peněz a úsilí, bez ohledu na to, jaké to bude mít dopady na další složky přírody či na člověka.
Biocentrismus má ve 20. století své kořeny zejména v práci Alberta Schweitzera. Vychází z přesvědčení, že lidská víra ve vlastní výlučnost je neoprávněná, a že to co je třeba chránit je život v jakýchkoliv formách. Zasahovat do životů jiných druhů je možné jen pro uspokojení vitálních potřeb (Arne Naess), tedy z nutnosti. Důsledně pojímaná biocentrická etika nás přivádí k úvahám o dobrovolné skromnosti, problémům vyhodnocování dopadů výrobků na životní prostředí, ale může se stát také východiskem ekoterorismu. V hlubinné ekologii Arne Naesse se odvolává na indickou filosofii, ale mluví také o preferenci emocionálního poznání nad racionálním.
Razantněji se projevuje až v moderní společnosti, vznikem vegetariánství a dalších ekologických hnutí.

### Ekocentrický
Ekocentrická etika čerpá zejména z Aldo Leopolda. Podle něj je správné takové jednání, které přispívá integritě biotického společenství. Cílem je rovnováha ekosystémů na Zemi. Oproti biocentrismu netrvá na záchraně každého života. Smrt patří k životu a není tragédií. Správné je tedy brát v potaz zájem celku a v odůvodněných případech jej nadřazovat zájmům jednotlivce. Celek je globální úrovní celá naše planeta. Dobré je to, co je dobré pro celek.
Základní slabinou tohoto postoje je obtížnost ve vyhodnocování zájmu celku a v některých těžko akceptovaných vývodech, které z něj mohou vyplynout (Garin Hardin například z ekocentrického postoje vyvozuje nutnost zelené diktatury a pozastavení pomoci rozvojovým zemím). Každý člověk ví, co to znamená zachraňovat život a rozdíl mezi živým a mrtvým organismem či druhem si představíme snadno. Je ale otázkou, jak rozeznat fungující celek od poškozeného. Ekocentrická etika může být pojata velmi různorodě, tudíž nedává žádný konkrétní návod na chování.
Důležité je také pojetí etiky dle hypotézy Gaia Jamese Lovelocka. Podle ní je možné chápat Zemi jako jediný organismus, ve kterém lidé mají roli jakési šedé kůry mozkové.